# ウルビーノ戦争
ウルビーノ戦争は、ウルビーノ公国の公位をめぐる1517年の戦争であり、イタリア戦争の一部である。
1508年から1516年までのカンブレー同盟戦争はフランスとヴェネツィアの勝利に終わった。前年に破門されウルビーノ公位から追放されたフランチェスコ・マリーア1世・デッラ・ローヴェレはこの機会に乗じて、敗北した教皇から公国を奪還する画策をはじめた。
1517年のはじめ、彼はヴェローナ城下で昔ヴェローナを包囲したヴェネツィア共和国の傭兵を雇った。5000人と1000の軍馬を得たフランチェスコ・マリーア1世はボッツォロ領主フェデリーコ・ゴンザーガとともにウルビーノへ進軍、1月23日にたどり着いた。そこでコンドッティエーレのフランチェスコ・デル・モンテ率いる教皇軍を撃退、市民の熱烈な歓迎の下で入城した。
教皇レオ10世はあわてて1万の軍勢を雇い、ロレンツォ2世・デ・メディチ、レンツォ・ダ・チェーリ、ジュリオ・ヴィテッリ、グイド・ランゴーニなどのコンドッティエーレをウルビーノに送った。ロレンツォ2世は4月4日のモンドルフォ包囲戦で銃傷を負いトスカーナへ戻ってしまい、代役のビッビエーナ枢機卿は無能で統率がうまくいかずポッジボンシで大敗、ペーザロまで撤退した。
形勢有利なフランチェスコ・マリーア1世だったが、彼は資金繰りに失敗してヴェローナで雇った傭兵に払うお金がなくなった。トスカーナやウンブリアでの戦況も膠着したため和平を模索するようになる。9月、フランチェスコ・マリーア1世と教皇は平和条約に署名した。条約に基づき、フランチェスコ・マリーア1世の破門は解かれ、彼は傭兵とともにマントヴァへの撤退を許された。また、15世紀のウルビーノ公フェデリーコ3世・ダ・モンテフェルトロが収集した蔵書もフランチェスコ・マリーア1世に帰属するものとされた。しかし、ウルビーノ公位の奪還には失敗し、ロレンツォ2世・デ・メディチは1519年に亡くなるまで公位を保持した。フランチェスコ・マリーア1世が公位に返り咲くのは、レオ10世が亡くなった1521年のことである。
この戦争は後に「黒旗のジョヴァンニ」として知られるジョヴァンニ・デッレ・バンデ・ネーレの初戦である。このとき、彼は教皇軍を率いた。